# 国家肖像馆和维基媒体基金会的版权争端

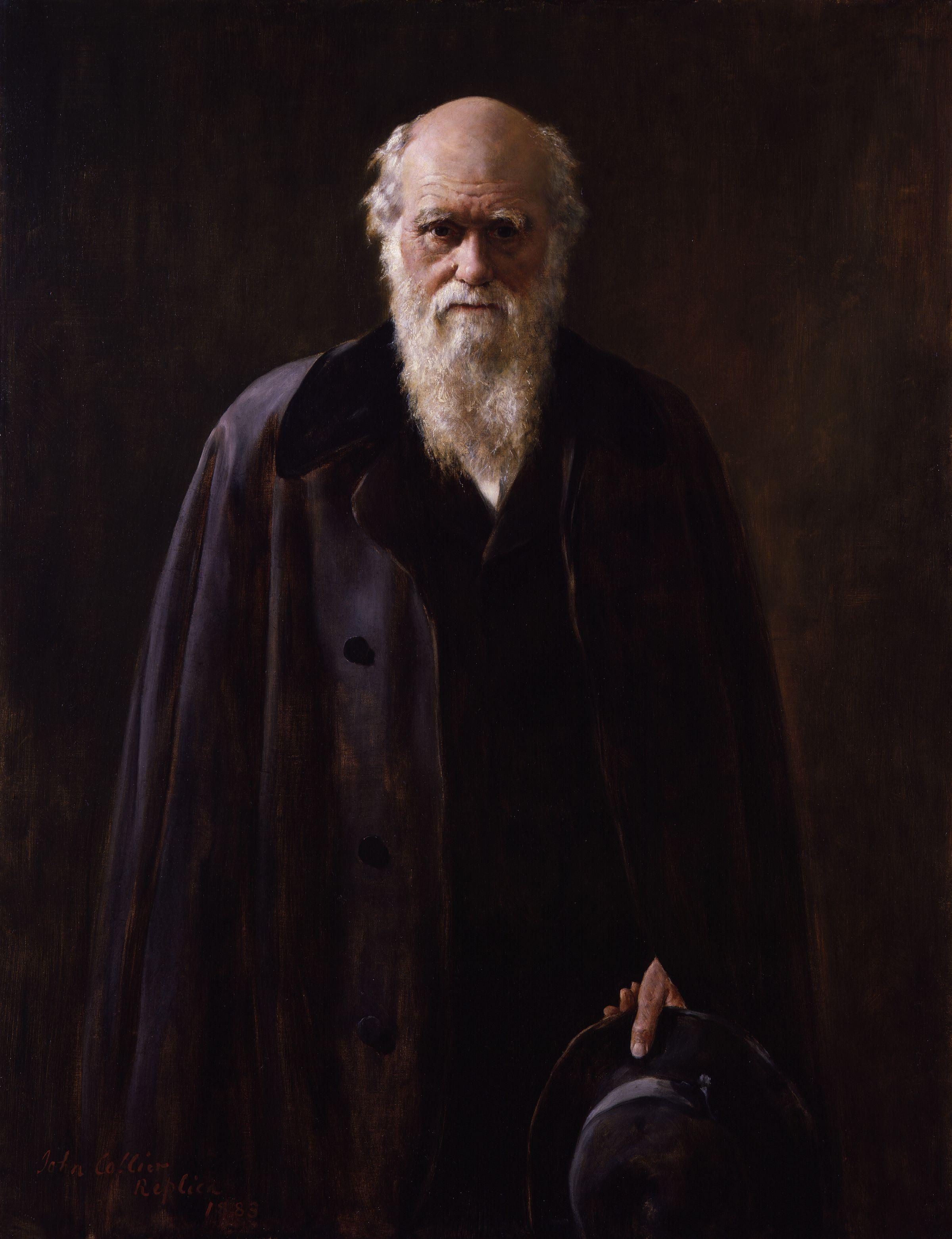
查尔斯·达尔文肖像，作者：約翰·柯里爾 (1883)。这是用户库切从國家肖像館数字馆藏转载上传的图像之一。

2009年7月，代表英国伦敦半官方美術館國家肖像館的律师向用户德里克·库切（Derrick Coetzee）发出邮件，指控他进行盗版，威胁法律行动。德里克·库切是维基媒体基金会下属的存放自由內容的多媒体资源库网站维基共享资源的编辑和管理员。

## 国家肖像馆的指控
2009年，国家肖像馆（半官方機構，由英國政府数字化、文化、媒体和体育部贊助的非政府部門公共機構）的代表发信称，德里克·库切从肖像馆的数据库下载了超过3300张高清照片，并且上传到了维基共享资源以供再次使用。
国家肖像馆的信中宣称，虽然这些画像已经旧了（因此已经进入公有领域），高清照片的复制品是最近作品，因为数字化和复原需要大量工作，因此构成版权作品的条件，上传这些图像的行为侵犯了国家肖像馆的数据库权利和版权，而且这些图像是通过规避反下载技术措施获得的。国家肖像馆还说，公开这些图像会影响向第三方授权使用这些图像获得的收益，是收益资助的数字化藏品，国家肖像馆称数字化耗费了1,000,000英镑。国家肖像馆要求库切在2009年7月20日前进行回应，要求网站删除这些图像，但是说国家肖像馆并未寻求向维基媒体基金会提起法律行动。国家肖像馆说，库切在要求的截止日期前，通过法律代理人做出了回应。库切的法律代理人是电子前哨基金会提供的。
库切将国家肖像馆的律师函公开发布，称是希望公开讨论此事。2009年7月17日，国家肖像馆的发言人埃莉诺·麦克尼尔说，已经与维基媒体基金会进行了联系，“我们仍然对对话的可能充满希望”。国家肖像馆说，愿意允许维基百科使用低清晰度的图像，希望不发起进一步法律行动。之前，国家肖像馆在2009年4月与维基媒体基金会对此事发起过对话，但未获回应。
图像产业贸易集团英国照片博物馆和代理商协会表达了对肖像馆的支持。
2010年早期，国家肖像馆的发言人告诉德国出版社Heinz Heise下属的Heise Open：“我们在12月有建设性的谈话，现在正在考虑达成协议的最佳方式”。2010年11月，国家肖像馆权力和复制部主管汤姆·摩根在一项由维基百科志愿者和文化机构代表参加的会议中发表了演讲，题目是“维基百科和国家肖像馆——糟糕的第一次约会？维基百科和文化遗产组织发展的关系的一个视角”。

## 背景
1999年，美国联邦地区法院在案件布里吉曼艺术图书馆诉科立尔公司（布里吉曼艺术图书馆起诉科立尔公司用CD-ROM分发来自该司的公有领域作品属侵犯版权）的判决中称“科学技术下允许的尽量精确的对于另一份作品的照片缺乏原创性。这不是说这样的举动并不费力，而是说它不具原创性。”因此，已经进入公有领域的作品的复制品无法在美国取得新的著作权。因此，维基共享资源网站的方针是：忽略任何靠复制公有领域作品取得的版权。但是，英国的判例法在考虑是否具有版权时，可能将任何通过技巧和劳动创建作品的过程考虑在内。
在国家肖像馆的信中，要求案件在英国根据英国法律听证，而非在美国根据美国法律听证。司法管辖权的问题是复杂的。因为国家肖像馆位于英国，但维基共享资源和上传者位于美国。信中称，根据英国《1988年版权、设计和专利法案》，上传者库切由于让这些图像在维基共享资源免费可下载，若是他人下载使用这些图像产生了盗版，他本人也将负责。

## 反应

### 维基媒体基金会的回应
维基媒体基金会的副主管埃里克·默勒对此问题发表了声明，阐述了维基媒体基金会对此事的态度。默勒说：国家肖像馆虽然承认这些图像属于公有领域，却主张自己拥有复制图像的独家权力，利用这一点用藏品赚钱，对共有领域内容彰显控制。默勒还说，“很难看到从自由、非盈利的百科全书排除公有领域内容的合理理由”。默勒还提到了其他文化机构通过维基百科分发照片的协议：两座德国档案馆捐赠了35万幅有版权照片，美英的其他机构允许材料可以使用。国家肖像馆说，德国档案馆提供的图像是中等清晰度的，国家肖像馆也提供了同样质量的图像。
BBC的一名记者称，国家肖像馆2008年就通过向传统出版物授权收费赚取了339,000英镑。

### 电子前哨基金会的回应
电子前哨基金会的律师弗莱德·冯·罗曼评论道，情况可以归结为“美国公司和公民是应该受地球上最严苛的版权法律的约束，还是美国法律的约束？”在一篇法律分析中，罗曼说主张，在美国法律之下，国家肖像馆“浏览合同”式的协议无法强制执行，数据库权利在美国根本没有，“对公有领域图像加上Zoomify（页面存档备份，存于）并不能让你获得數字千年版權法所有权”。罗曼还注意到：
国家肖像馆似乎认为，英国法律应该对互联网的任何地方都适用。如果应该那样，同样应该也对他国，更加严苛的版权法律也适用（比如，墨西哥的版权保护期期限是作者逝世后100年，法国对时装设计也认可版权）。这会让互联网世界听命于最差的外国版权法，没有美国法院会支持这个结果。

## 许可的变化
2012年，国家肖像馆以知识共享许可协议 署名-非商业-禁止改作 协议授权了53000张低清晰度图像，允许免费为非商业原因使用这些图像。87000张高清晰度图像以肖像馆自己的许可协议发表允许学术使用，邀请捐赠；而之前是收费的。
截至2012年，肖像馆已经数字化了馆藏的三分之一——十万张图像。
2015年11月，英国的知识产权办公室在一份信息文件中澄清，根据欧洲法院的意见，“只能当是作者自己的‘智慧创作’意义而言标的物的原创才能存在版权。根据这个标准，仅仅是对古老作品修复、数字化难以看成是‘原创’”。

## 延伸阅读
- Guadamuz, Andres. . Technollama. 2009-07-19  [2020-08-14]. （原始内容存档于2019-11-18）.
- . Museums Copyright Group. 2004  [2020-08-14]. （原始内容存档于2004-12-05）.  A brief outline of copyright issues for United Kingdom museums.
- Wienand, Peter; Anna Booy; Robin Fry. . London: 劳特里奇. 2000. ISBN 978-0-415-21721-7. (A guide for United Kingdom copyright law.)
- Hamma, Kenneth (Executive Director for Digital Policy, J. Paul Getty Trust). . D-Lib Magazine. November 2005, 11 (11). ISSN 1082-9873. doi:10.1045/november2005-hamma.
- Petri, Grischka. . Journal of Conservation and Museum Studies. 2014-08-28, 12 (1). ISSN 1364-0429. doi:10.5334/jcms.1021217.